# Emilio Filippi
Emilio Hernán Filippi Muratto (Valparaíso, 8 de noviembre de 1928-Santiago, 12 de agosto de 2014) fue un periodista chileno. Fue presidente del Colegio de Periodistas de Chile entre 1967 y 1968, y Premio Nacional de Periodismo en 1972.

## Primeros años de vida
Nacido en el barrio Almendral de Valparaíso el 8 de noviembre de 1928. En el colegio dirigió el periódico estudiantil "El Segundino", en Valparaíso. Por esa misma época inició su carrera periodística en 1942 al trabajar como ayudante en el periódico La voz de la comuna de Villa Alemana, en el cual llegó a ser subdirector.
Al finalizar el colegio, rindió bachillerato y entró a la Escuela de Leyes de los Sagrados Corazones (SS.CC.), hoy Escuela de Derecho de la Pontificia Universidad Católica de Valparaíso. Cursó hasta el tercer año. Fue dirigente del Centro de Alumnos y delegado en la Federación de Estudiantes de la UCV. De esa época datan sus primeros textos teóricos sobre comunicaciones y periodismo.

## Vida pública
En 1949, comenzó su trabajo profesional como redactor en el diario La Unión. En paralelo, se desempeñaba en radio, donde creó el programa "Panoramas" y dio vida a "El Diario de Cooperativa Vitalicia", en la radio de ese nombre en Valparaíso, un programa que se extendió a la emisora en Santiago y que existe hasta el día de hoy.
Dirigió los diarios Crónica y El Sur de Concepción, entre 1956-1958 y 1959-1965, respectivamente. Tras dejar la dirección de El Sur se trasladó a Santiago como gerente de publicaciones periodísticas de la editorial Zig-Zag. Tres años más tarde asumió la dirección de la revista Ercilla. En 1972 obtuvo el Premio Nacional de Periodismo de Chile, en la categoría Redacción.
En septiembre de 1976 renunció a la revista Ercilla y el 1 de junio de 1977 fundó la revista Hoy. El 5 de octubre de 1983 fue galardonado con el Premio Internacional de Periodismo Rey de España, que recibió junto al mexicano Jacobo Zabludovsky, el brasileño Marcos Wilson, y el argentino Marcelo Ranea. El 25 de octubre de ese mismo año recibió el Premio María Moors Cabot.
En marzo de 1987 fundó (junto a Juan Hamilton, Fernando Molina y Juan Carlos Latorre Díaz) el diario La Época, del cual fue su primer director hasta 1993, fecha en que fue nombrado embajador de Chile en Portugal. En 1997 fue galardonado con el Premio Embotelladora Andina.
Filippi fue consejero y presidente nacional del Colegio de Periodistas y redactor de su Carta de Ética.
Falleció en Santiago, el 12 de agosto de 2014.

## Vida académica
Fue profesor de Ética en la Pontificia Universidad Católica, además de desempeñarse como académico de las cátedras de Ética Profesional, Legislación de Prensa y Derecho a la Información en las universidades Andrés Bello y UNIACC.

## Publicaciones
- Anatomía de un fracaso. La experiencia socialista chilena (1973), en coautoría junto a Hernán Millas.